# Eski turbe
Eski turbe (krimskotatarski: Eski Dürbe - „stara grobnica“ ) je najstarija grobnica u Bahčisaraju, prema nekim informacijama izgrađena je u 14. stoljeću, mnogo prije Hansaraja. Zgrada je spomenik kulture. Nalazi se na padini na lijevoj obali rijeke Čuruk-Su, 180 metara jugoistočno od Hansaraja.

## Povijest
Eski turbe predstavljaju spomenik s arhitektonskim i povijesnim značenjem, izgrađenim u vrijeme Zlatne Horde. Međutim, grob je loše ispitan, a nije ni točno poznato tko je sahranjen u njemu.
Zamjenik generalnog direktora za istraživanja u muzeju Bahčisaraju u jednoj je izjavi istaknuo da za turbe postoji jedna jedinstvena usmena legenda, da se u ovoj grobnici nalazi grob nekog bega čije se imanje nalazilo u okolini današnjeg Bahčisaraja. Ovaj beg se zvao Dere-beg, no osim njegovog imena, nije poznato zašto je ovo mjesto našao za svoje posljednje utočište. U svakom slučaju, ni u jednom izvoru nije navedeno lice s tim imenom.
Nekada je oko Eski turba bilo groblje.
Godine 1927. pod nadzorom direktora muzeja u Bahčisaraju počela je restauracija urbe. Kupola je popravljena i postavljena su željezna vrata.  Godine 1965. turbe su ponovo obnovljene i zidovi su bili popravljeni, a kupola prekrivena cementom. Sredinom devedesetih, kupola je bila pokrivena pocinkovanim željeznim limovima.
2013. godine provedena su arheološka istraživanja, prema kojima turba potječe iz 14. stoljeća.

## Arhitektura
Sam objekt je izgrađen s velikom vještinom, uglavnom zbog svoje preciznosti na zidovima i najfinijim detaljima. Turbe su jedinstven primjerak u okolini, jer nije izgrađen od bijeloga vapnenca, već od žutog kamena.
Struktura objekta je asimetrična. Sastoji se od dva djela na različitim visinama: objekt s kupolom i dvorište koji graniče s južnom fasadom. Dvorište ima kvadratni oblik i zagrađeno je sa sedam kutova. U dvorištu je nekada postojala fontana. U dvorište se može doći samo iz turbe. Objekt je vjerojatno bio zamišljen kao porodična grobnica.
Prema nekim pretpostavkama, u početku je kupola imala oblik piramide i bila je prekrivena olovom. Prema V. A. Bodaninskom, kupola je bila ozbiljno oštećena kad je u nju udario grom 1880-ih. Glavni ulaz u grobnicu je s istoka.
Prema orijentalistu I. A. Orbelu, arhitektonski stil Eski turbi bio je posuđen od Armenaca. Arhitektura turbe možda je bila inspirirala graditelje Hansaraja.